# یو میازاکی
یو میازاکی (انگلیسی: Yu Miyazaki؛ زادهٔ ۷ اکتبر ۱۹۹۱) صداپیشگی اهل ژاپن است. وی از سال ۲۰۱۶ میلادی تاکنون مشغول فعالیت بوده‌است.